# Meyrié
Meyrié este o comună în departamentul Isère din sud-estul Franței. În 2009 avea o populație de 487 de locuitori.

## Evoluția populației
| An        | 1975 | 1982 | 1990 | 1999 | 2006 | 2009 |
| --------- | ---- | ---- | ---- | ---- | ---- | ---- |
| Populație | 290  | 320  | 381  | 405  | 463  | 487  |